# 那須野昌隆
那須野 昌隆（なすの よしたか、1946年 - ）は、日本の実業家。西濃運輸株式会社・代表取締役社長である。岐阜県中津川市出身。愛知大学法経学部卒業。

## 略歴
愛知大学法経学部法学科を卒業後、1968年西濃運輸株式会社に入社。以来41年間に亘り西濃運輸一筋に勤務。中部地区営業部長を経て、1997年取締役、2003年常務、2007年専務、2008年副社長、2009年4月より社長に就任。

## エピソード
- 岐阜県大垣市に本社を置く西濃運輸株式会社は、宅配カンガルー便でも有名な物流路線トラック業界の最大手である。
- 田口利八が岐阜県下呂市萩原町で創業し、以来80年以上に亘り、創業一族の田口家が経営に当たってきたが、今回をもって創業以来初めて血族以外からの社長就任となった。
- 金融危機以降、物流業界の経営環境は厳しさを増しているが、創業家のような生まれながらの求心力・カリスマ性がない分、「我・西濃なり」と唱えて社員一丸となって運営に当たることを標榜している。

## 経営戦略
- 執行役員制度（地方分権）の導入 - 全国を15の地区に分けて執行役員を置き、それぞれに自治を求めた。この制度により執行役員は支店長業務から解放され、運営に専念することができるようになり、経営の効率化が向上。さらに社長が毎週電話で現場の声を聞き、全体の状況を統率。その現場の声から先を見据えた経営戦略を立案している。
- コスト削減と合理性を熟慮した物流設計 - トラック停止時のアイドリングストップはもちろんのこと、十分な車間距離を保ち一定速度での走行を奨励するなど徹底したエコ運転を推進。また顧客のニーズを追求した合理的な物流設計を提案することを積極的に推進している。